# Banco Sabadell
Banco de Sabadell, Банко де Сабадель — испанская финансовая компания. Штаб-квартира компании расположена в Сабадель. Это пятый по величине банк Испании, является основой банковской группы, дочерние банки которой работают в Великобритании (TSB), и Мексике. Ориентирован на частных клиентов, а также малый и средний бизнес.

## История
31 декабря 1881 года группа из 127 бизнесменов и торговцев из Сабаделя, провинция Барселона, основала банк с целью финансирования местных предприятий и обеспечения их необходимым сырьем (в основном шерсть и уголь) на более выгодных условиях за счет оптовых закупок. Но уже в 1907 году Banco Sabadell начал новый этап: компания прекратила свой небанковский бизнес, чтобы сосредоточиться на коммерческом банковском деле. В 1953 году, чтобы сохранить независимость организации, акционеры заключили соглашение об объединении акций и активов.
В 1965 году Banco Sabadell медленно начинает расширяться в близлежащие города. В 1975 году банк расширился за пределы Каталонии, открыв филиал в Мадриде. В 1978 году Banco Sabadell вышел на международный уровень, открыв первый офис в Лондоне, в 1987 году было открыто отделение в Париже. В 1991 году начало работу представительство в Мексике, в 1998 году была куплена доля в местном банке Banco del Bajío, в 2013 году на его основе был создан дочерний банк.
В 1988 году была основана дочерняя компания Sabadell MultiBanca, позднее Sabadell Banca Privada, специализирующаяся на управлении активами и частном банковском обслуживании, и была сформирована группа Banco Sabadell.
Банк является одним из пионеров в области банковских операций в Испании. В 1968 году были автоматизированы бухгалтерские и административные процессы. В 1986 году он ввел дистанционное банковское обслуживание через телефон (FonoBanc) и компьютер (InfoBanc). В 1998 году он запустил BancSabadell Net, первую в Испании услугу интернет-банкинга.
Banco Sabadell провёл первичное размещение акций в 2001 году и в 2004 году вошёл в состав индекса IBEX 35.
С 2007 года банк увеличился вдвое и в настоящее время является пятым по величине банком Испании. Приобретения включают испанский филиал британского банка NatWest (1996 год), а также Banco Herrero (2000 год), Banco Atlántico (2004 год), Banco Urquijo (2006 год), Трансатлантический банк (2007 год), PBB BBVA (США), Mellon United National Bank (2009 год), Banco Guipuzcoano (2010 год), Lydian Private Bank (2011 год, Майами), Banco CAM (2012 год), сеть Banco Mare Nostrum (BMN) в Каталонии и Арагонии, Banco Gallego, Lloyds TSB Майами и JGB Bank (2014 год). В 2013 году у Lloyds Banking Group был куплен испанский дочерний банк Banco Halifax Hispania, а в 2015 году у той же группы был куплен британский розничный банк TSB.
5 октября 2017 года совет директоров Banco Sabadell на экстренном заседании принял решение перенести свою штаб-квартиру в Аликанте в ответ на растущую политическую нестабильность в Каталонии.
В декабре 2018 года руководством банка было объявлено о продаже 80 % Solvia компании Intrum за 300 млн евро.

## Руководство
Пост председателя правления с 1999 года занимает Хосеп Олиу Креус (Josep Oliu Creus), до этого 9 лет он был генеральным директором.
Главным исполнительным директором с 2007 года является Хайме Гвардиола Ромохаро (Jaime Guardiola Romojaro), ранее работал в BBVA.

## Деятельность
Обслуживает 12 млн клиентов через сеть из 2083 отделений. Активы на конец 2020 года составили 236 млрд евро, из них 156 млрд пришлось на выданные кредиты (57 % ипотечные). Из выручки 5,3 млрд евро за 2020 год 3,4 млрд составил чистый процентный доход; принятые депозиты составили 151 млрд.
Основные подразделения:
- Банкинг в Испании — выручка 4,2 млрд евро, активы 184 млрд, 1614 отделений;
- Банкинг в Великобритании (TSB Banking Group plc) — выручка 1 млрд евро, активы 47 млрд, 454 отделения;
- Банкинг в Мексике — выручка 112 млн евро, активы 4,6 млрд, 15 отделений[2].